# فرودگاه دمینگوو فاستینو اسارمینتو
فرودگاه دمینگوو فاستینو اسارمینتو (به انگلیسی: Domingo Faustino Sarmiento Airport) (به زبان بومی: Aeropuerto de San Juan - Domingo Faustino Sarmiento) یک فرودگاه همگانی و نظامی مسافربری با کد یاتا UAQ است که یک باند فرود آسفالت دارد و طول باند آن ۲۴۶۰ متر است. این فرودگاه در شهر سن خوآن (ابهام‌زدایی) کشور آرژانتین قرار دارد و در ارتفاع ۵۹۷ متری از سطح دریا واقع شده‌است.

## شرکت‌های هواپیمایی و مقصدهای پروازی

### مسافری
| شرکت‌های هواپیمایی                                   | مقصدهای پروازی                                                                                     |
| --------------------------------------------------- | -------------------------------------------------------------------------------------------------- |
| ارولینیاس آرژانتیناس                                | محله هوایی یورگ نوبری                                                                              |
| ارولینیاس آرژانتیناس اجرا توسط اوسترال لینئاس آئراس | محله هوایی یورگ نوبری                                                                              |
| لان آرژانتین                                        | محله هوایی یورگ نوبری، گاورنر فرنسیسکو گابریلی، کومودورو ارتورو مرینو بنیتز (آغاز از ۳ اکتبر ۲۰۱۷) |